# Powiat Wodzisławski
Der Powiat Wodzisławski ist ein Powiat (Kreis) in der polnischen Woiwodschaft Schlesien mit der Kreisstadt Wodzisław Śląski. Er hat eine Fläche von 286,92 km², auf der rund 157.400 Einwohner leben.

## Städte und Gemeinden
Der Powiat umfasst neun Gemeinden, davon vier Stadtgemeinden und fünf Landgemeinden.

### Stadtgemeinden
- Pszów (Pschow)
- Radlin
- Rydułtowy (Rydultau)
- Wodzisław Śląski (Loslau)

### Landgemeinden
- Godów (Godow)
- Gorzyce (Groß Gorschütz)
- Lubomia (Lubom)
- Marklowice (Marklowitz)
- Mszana (Mschanna)

## Partnerschaften
- Kreis Recklinghausen, Deutschland